# لوراي (فيرجينيا)
لوراي (بالإنجليزية: Luray, Virginia)‏ هي بلدة أمريكية تقع في الولايات المتحدة في مقاطعة بيج (فيرجينيا). يقدر عدد سكانها بـ 4,895 نسمة ومساحتها 12.3 كم2 ووترتفع عن سطح البحر 243 متر.

## التركيبة السكانية
حدّد مكتب تعداد الولايات المتحدة بيانات التركيبة السكانية للوراي في تعداد الولايات المتحدة. في ما يلي، التركيبة السكانية حسب تعدادي 2000 و2010.

### تعداد عام 2000
بلغ عدد سكان لوراي 4,871 نسمة بحسب تعداد عام 2000، وبلغ عدد الأسر 2,037 أسرة وعدد العائلات 1,332 عائلة مقيمة في البلدة. في حين سجلت الكثافة السكانية 387.2 نسمة لكل كيلومتر مربع (1,002.8/ميل2). وبلغ عدد الوحدات السكنية 2,191 وحدة بمتوسط كثافة قدره 174.2 لكل كيلومتر مربع (451.2/ميل2).
وتوزع التركيب العرقي للبلدة بنسبة 92.45% من البيض و5.52% من الأمريكيين الأفارقة و0.25% من الأمريكيين الأصليين و0.33% من الأمريكيين ذوي الأصول الآسيوية و0.45% من الأعراق الأخرى و1.01% من عرقين مختلطين أو أكثر و1.35% من الهسبانيون أو اللاتينيون من أي عرق.
بلغ عدد الأسر 2,037 أسرة كانت نسبة 31.5% منها لديها أطفال تحت سن الثامنة عشر تعيش معهم، وبلغت نسبة الأزواج القاطنين مع بعضهم البعض 47.8% من أصل المجموع الكلي للأسر، ونسبة 13.5% من الأسر كان لديها معيلات من الإناث دون وجود شريك،  بينما كانت نسبة 4.1% من الأسر لديها معيلون من الذكور دون وجود شريكة وكانت نسبة 34.6% من غير العائلات. تألفت نسبة 30.7% من أصل جميع الأسر من عدة أفراد يعيشون في نفس المنزل ونسبة 15.7% كانت تتألف من شخص يعيش بمفرده يبلغ من العمر 65 عاماً أو أكثر. وبلغ متوسط حجم الأسرة المعيشية 2.31، أما متوسط حجم العائلات فبلغ 2.85.
بلغ العمر الوسطي للسكان 40.7 عاماً. وكانت نسبة 22.1% من القاطنين تحت سن الثامنة عشر، وكانت نسبة 6.4% بين الثامنة عشر والرابعة والعشرين عاماً، ونسبة 26.5% كانت واقعةً في الفئة العمرية ما بين الخامسة والعشرين والرابعة والأربعين عاماً، ونسبة 22.7% كانت ما بين الخامسة والأربعين والرابعة والستين، ونسبة 18.7% كانت ضمن فئة الخامسة والستين عاماً فما فوق. يوجد لكل 100 أنثى 88.1 ذكر، ويوجد لكل 100 أنثى في الثامنة عشر من عمرها فما فوق 83.2 ذكر.
بلغ متوسط دخل الأسرة في البلدة 34,306 دولارًا، أما متوسط دخل العائلة فبلغ 39,972 دولارًا. وكان متوسط دخل الذكور 30,039 دولارًا مقابل 19,841 دولارًا للإناث. وسجل دخل الفرد الخاص بالبلدة 16,205 دولارًا. وكانت نسبة 11.3% من العائلات ونسبة 13.1% من السكان تحت خط الفقر، وكان من هؤلاء نسبة 22.2% تحت سن الثامنة عشر ونسبة 9.6% في الخامسة والستين من العمر وما فوق.

### تعداد عام 2010
بلغ عدد سكان لوراي 4,895 نسمة بحسب تعداد عام 2010، وبلغ عدد الأسر 2,055 أسرة وعدد العائلات 1,287 عائلة مقيمة في البلدة. في حين سجلت الكثافة السكانية 389.1 نسمة لكل كيلومتر مربع (1,007.8/ميل2). وبلغ عدد الوحدات السكنية 2,270 وحدة بمتوسط كثافة قدره 180.4 لكل كيلومتر مربع (467.2/ميل2).
وتوزع التركيب العرقي للبلدة بنسبة 92.05% من البيض و4.82% من الأمريكيين الأفارقة و0.25% من الأمريكيين الأصليين و0.53% من الأمريكيين ذوي الأصول الآسيوية و0.02% من سكان جزر المحيط الهادئ و0.82% من الأعراق الأخرى و1.51% من عرقين مختلطين أو أكثر و2.64% من الهسبانيون أو اللاتينيون من أي عرق.
بلغ عدد الأسر 2,055 أسرة كانت نسبة 26.5% منها لديها أطفال تحت سن الثامنة عشر تعيش معهم، وبلغت نسبة الأزواج القاطنين مع بعضهم البعض 44.6% من أصل المجموع الكلي للأسر، ونسبة 12.7% من الأسر كان لديها معيلات من الإناث دون وجود شريك،  بينما كانت نسبة 5.3% من الأسر لديها معيلون من الذكور دون وجود شريكة وكانت نسبة 37.4% من غير العائلات. تألفت نسبة 32.1% من أصل جميع الأسر من عدة أفراد يعيشون في نفس المنزل ونسبة 17.1% كانت تتألف من شخص يعيش بمفرده يبلغ من العمر 65 عاماً أو أكثر. وبلغ متوسط حجم الأسرة المعيشية 2.29، أما متوسط حجم العائلات فبلغ 2.87.
بلغ العمر الوسطي للسكان 44.9 عاماً. وكانت نسبة 19.3% من القاطنين تحت سن الثامنة عشر، وكانت نسبة 7.7% بين الثامنة عشر والرابعة والعشرين عاماً، ونسبة 23% كانت واقعةً في الفئة العمرية ما بين الخامسة والعشرين والرابعة والأربعين عاماً، ونسبة 26.8% كانت ما بين الخامسة والأربعين والرابعة والستين، ونسبة 23.1% كانت ضمن فئة الخامسة والستين عاماً فما فوق. وتوزع التركيب الجنسي للسكان بنسبة 48.1% ذكور و51.9% إناث.

## أعلام
- إدوارد ألموند
- فلويد بيكر
- ويليام الكسندر هاريس
- غلاديس بليك
- توماس جوردن